# Ida Dixon

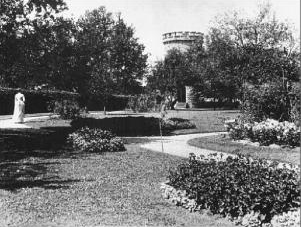
Dixon (links) auf dem südlichen Rasen von The Gables Mansion, 1890

Ida Elizabeth Dixon (* 25. Dezember 1854 in Philadelphia, Pennsylvania; † 22. November 1916 in Wallingford, Pennsylvania) war eine US-amerikanische Gesellschaftsdame und Golfplatzarchitektin. Sie war die erste weibliche Golfplatzarchitektin in den Vereinigten Staaten und wahrscheinlich der Welt. Sie entwarf den Springhaven Country Club-Golfplatz in Wallingford im Jahr 1904.

## Leben

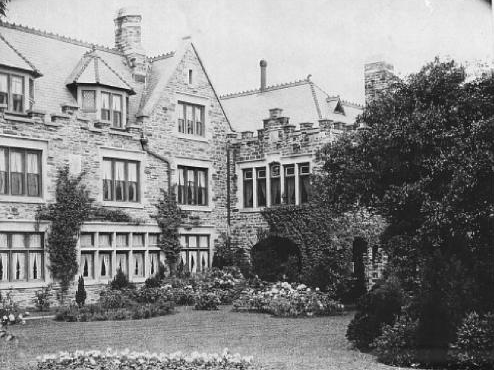
The Gables Mansion, Anwesen von Henry und Ida Dixon, 1896

Ida Gilbert wurde 1854 in Philadelphia geboren. Sie war mit dem Quäker-Geschäftsmann und Pennsylvania-Railroad-Manager Henry P. Dixon verheiratet. Neben seiner Position bei der Eisenbahn war Henry Dixon auch Eigentümer der Henry P. Dixon Company, einem Hersteller von Rosten, Kaminen und Öfen, und handelte mit Kacheln für Kamine, Dielen und Kaminsimse. Das Ehepaar residierte zeitweise in einem großen Anwesen namens „The Gables“ in Wallingford, das 1889 vom Architekten Theophilus P. Chandler Jr. als Sommerhaus entworfen und gebaut wurde.
Im Jahr 1904 entwarf Dixon einen 18-Loch-Golfplatz für den Springhaven Club, wo sie und ihr Mann begeisterte Golfer waren. Beide gehörten dem Vorstand des Clubs an. Die Autoren Geoffrey S. Cornish und Ronald E. Whitten bezeichnen Dixon in ihrem Buch The Architects of Golf als die erste weibliche Golfarchitektin in Amerika und vielleicht sogar in der Welt. Zusätzlich zu ihrer Arbeit als Golfplatzdesignerin war sie von 1911 bis 1916 Präsidentin der Women’s Golf Association of Philadelphia.
Im Jahr 1910 wurden von Horace Rawlins und Herbert Barker Änderungen an dem Platz vorgenommen. Heute ist der Platz ein Par-70-Platz mit knapp 6 Kilometer (6.518 yd) Länge und einem Course Rating von 71,1 und einem Slope Rating von 130.
Dixon starb 1916 nach einer dreimonatigen Krankheit in ihrem Haus in Wallingford und wurde auf dem Laurel Hill Cemetery in Philadelphia beigesetzt. Sie wurde von ihrem Ehemann und ihrem Sohn Clayton G. Dixon überlebt.

## Nachleben
Das Ida E. Dixon Cup-Golfturnier wird seit dem 25. September 1917 jährlich ausgetragen, mit Ausnahme von 1943 während des Zweiten Weltkriegs und 1975, als die Veranstaltung wegen Regens abgesagt wurde. Der Gewinner bzw. die Gewinnerin des Golfturniers wird mit dem ihr zu Ehren benannten Ida E. Dixon Memorial Cup ausgezeichnet.